# Synagrops japonicus
Synagrops japonicus és una espècie de peix pertanyent a la família dels acropomàtids.

## Descripció
- Pot arribar a fer 35 cm de llargària màxima (normalment, en fa 30).
- Cos allargat, comprimit, amb escates cicloides i de color marró negrós en els joves, mentre que els adults són negres al dors i més pàl·lids a la zona ventral.
- 10 espines i 9 radis tous a l'aleta dorsal i 2 espines i 7 radis tous a l'anal.
- 25 vèrtebres.[6][7][8]

## Depredadors
Al Japó és depredat per Congriscus megastomus i Macrorhamphosodes uradoi.

## Hàbitat
És un peix marí i bentopelàgic que viu entre 100 i 800 m de fondària al talús continental i entre les latituds 23°N-36°S i 19°E-154°W.

## Distribució geogràfica
Es troba des de l'Àfrica oriental fins a les illes Hawaii.

## Observacions
És inofensiu per als humans i es comercialitza fresc o en forma de farina de peix.